# カレー粉

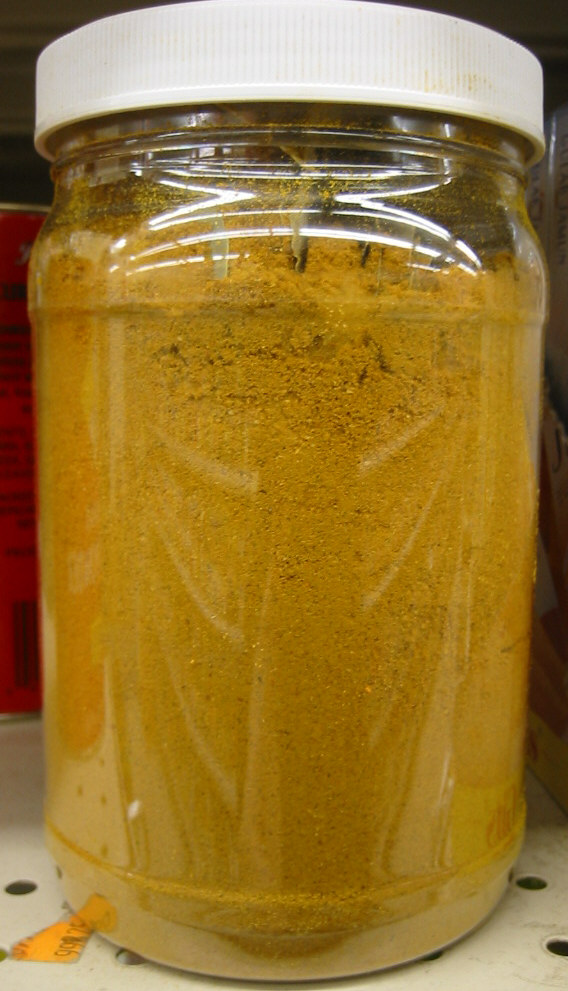
カレー粉

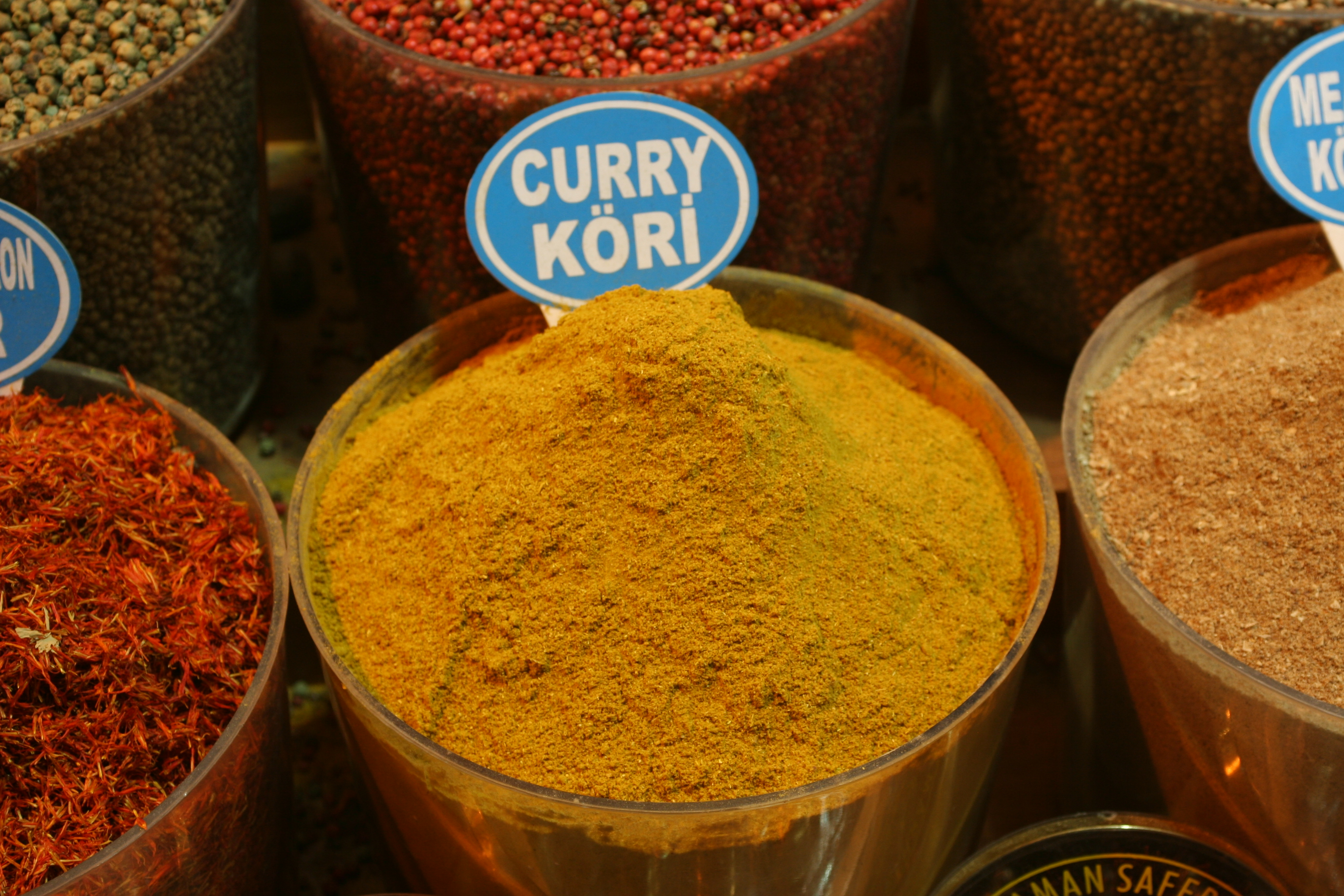
カレー粉

カレー粉（カレーこ、カレーパウダー、英語: Curry powder）とは、カレー料理で使われるミックススパイスである。
ウコン、トウガラシなど、10種から数十種にのぼる多数の材料を配合して作られる。インドでは各家庭で自製されるが、日本では既製品が瓶や缶で売られている。
カレールーにも粉末状のもの（パウダールー）があるが、これとは別種の製品である。ルーと区別するため、純カレーとも称する。

## 歴史
カレー粉は18世紀頃にインドからイギリスに導入され、イギリスのクロス・アンド・ブラックウェル社がはじめて開発・商品化した。同社は貴族のパーティーなどの料理を請け負う会社で、植民地インドの料理を作るとき、あらかじめ多種類のスパイスを調合して省力化を図っていた。この混合スパイスを「C&Bカレーパウダー」と名付けて一般向けに販売したところ大評判となり、イギリスの家庭料理のひとつに「カレー」が加えられるほど普及した。1810年にはオックスフォード英語辞典に「カレーパウダー」の語が登場している。なお、カレー粉は多種多品目を誇る当時のクロス・アンド・ブラックウェル社の主力商品ではなかったので、現在は生産されておらずレシピも資料も残っていない。しかしカレー粉は、現在も世界各地で広く使われている。
このカレー粉を使うイギリス式のカレーライスは明治時代に日本へ伝わり、国民食といわれるほどの人気料理となった。

### 日本における歴史
- 1905年にハチ食品の前身（大和屋）が製造販売を開始[6]。
- 1923年にエスビー食品の前身（日賀志屋）が製造販売を開始。同社はこれが「C&B」の製品に対抗できた初めての国産カレー粉であるとしている[7]。

それまで「C&B」のカレー粉を使っていた洋食店は、味が変わることを恐れ、これら国産のものになかなか切り替えなかった。国産カレー粉普及のきっかけとなったのは1931年に起きた輸入品偽造事件で、これによりかえって国産品の評価が高まる結果となった。
日本ではかつてカレーライスを作るのに、まずフライパンで小麦粉を炒め、カレー粉を練りあわせてカレールウを作り、これにダシ汁と、鍋で煮た肉や野菜などの具を合わせ、カレーを作っていた。このためカレー粉はカレーに必須の材料であったが、1960年代にあらかじめカレー粉に油脂、小麦粉、旨味調味料を加えて固形にした即席カレールウが開発された。即席ルーは、具を単に水で煮てからルーを割って投下すればカレーになる簡単さから大いに普及し、カレー粉単体の販売量は激減した。ただドライカレーやカレーピラフその他カレー風味の料理の調味料として一定の需要があり、今でもロングセラー商品の地位を保っている。

#### 日本初
1923年、すなわち現エスビー食品の製品販売をもって「国産のカレー粉第一号」と認識されている例は少なくない。
ハチ食品、エスビー食品ともに自社のWebサイトでは「国産のカレー粉第一号」をそれぞれで主張している。上記のように現ハチ食品が製造販売したほうが早いのであるが、エスビー食品側は「原料を一から調合し開発したという意味で国産初」と主張している。そのため、1923年を「純国産カレー粉」が発売された年と記述することもある。

### 現在
日本のカレー産業はエスビー食品とハウス食品の二強が寡占しているが、カレー粉市場は「S&B 赤缶」が80%以上のシェアを握る。スパイス販売大手のGABANもカレー粉を販売しているが、同社はハウス食品と提携関係にあり、同社のカレー粉はハウス系の製品である。また大企業以外にも、いずれも戦前戦後にかけて創業された独立系老舗の、インデアン食品のインデアンカレー粉、ナイル商会のインデラカレー粉も、ロングセラー商品として販売が続いている。
その他、カレー製造関連企業で作る、全日本カレー工業協同組合（カレー組合）加盟の数社が、自社ブランドでカレー粉を発売している。

## 材料
- 辛味 - カイエンペッパー、胡椒、ニンニク、ショウガなど。
- 味と香り - クミン、コリアンダー、クローブ、シナモン、カルダモン、ナツメグ、オールスパイス、キャラウェイ、フェンネル、フェヌグリークなど。
- 色 - ターメリック、サフラン、パプリカなど。

上記の複数のスパイスを焙煎し、粉末にし、混合し、熟成する。メーカーによってブレンドは異なる。特に日本では配合されるスパイスの種類が多く、「S&B 赤缶」では30種類以上のスパイスがブレンドされている一方、水野仁輔によれば「カレー粉が発祥したイギリスのレシピでは、配合されるスパイスは多くても10種類程度」という。
近年、オーガニックやフェアトレードのカレー粉、特定の料理に特化したブレンドなど多様な製品が市場に登場しており、自家製カレー粉作りの人気も高まっている。
カレー粉はあくまでもミックススパイスにすぎず、塩分やダシ（魚介や動物の肉に由来するうまみ）は入っていない。そのため、調理の際は塩分とダシ成分を加える必要がある（市販のカレールー製品には、すでに塩分とダシ成分が加えられている）。
日本人の食生活では、醬油や味噌などの伝統的な調味料の多用により塩分の過剰摂取が問題となっているが、カレー粉を使用することで、塩分量を抑えつつ料理に豊かな風味を加えることができる。

## 保存
湿気や酸素によって香味成分が失われてゆくので、なるべく早く使い切るのが原則であるが、保存する場合は、乾燥・低温の冷蔵庫で、他の食品に香りが移りにくいガラス瓶などを用いる。なおポリ袋は酸素、湿気を遮断出来ず保存用途には適さない。室内に置いておくとダニやジンサンシバンムシなどの食品害虫による食害を受ける場合がある。

## 各地のカレー粉
インド
インドの食品メーカーが、インド人の口にあうカレー粉を製造し、国内外で販売している。カレー粉の消費量は世界第1位（世界第2位は日本）という。カレー粉の原型になったのはインドの「マサラ」であるともされるが、マサラはそれぞれの料理人・家庭の主婦が、好みや、店・家の伝統、料理する素材の相性において、それぞれ独自の配合で混合するものである。したがって既に調合されたスパイスミックスであるカレー粉は、マサラとは別物とみなされる。一方でカレー粉の影響で、元来のインドのマサラにおいても、既に調合されたものが市販されるようになった。これらはあくまでも簡易的な調味料と認識されており、伝統的なインド料理においては利用されない。
マサラのうち、基本的なものであるガラムマサラはカレー粉と類似するが、ガラムマサラには色付けのためのターメリックが入らないほか、一般的にはカレー粉より使われるスパイスの種類が少ない。
タイ
タイ料理のゲーンは海外で「タイカレー」と呼ばれる事が多い料理であるが、インドのいわゆるカレー（カリ）とは関係のない料理であり、唐辛子やレモングラス、ショウガ科の植物などを混合した「ゲーンペースト」と呼ばれる混合調味料を使用する。ただし、現在では、カレー粉を味付けに用いたゲーン（ゲーン・ガリー）のレシピも存在する。
フランス
19世紀の薬剤師ゴスが「カリ・ゴス」(kari gosse)と名づけた混合調味料を開発、フランス各地のレストランに提供していた歴史がある。全盛期の1930年代にはベルギーやモロッコにも輸出されたが、第二次世界大戦中に工場のあるブルターニュは焦土と化し、今はごく小規模な工場から各レストランに送られるのみとなっている。
ドイツ
ソーセージを使った軽食「カリーヴルスト」にカレー粉が使われている。
香港
イギリスの植民地であった香港では、カレー粉（広東語で「架喱粉（ガーレイファン）」）を使った、「架喱飯」（カレーライス）、「架喱魚蛋」（つみれのカレー煮）、「架喱牛腩麺」（牛肉カレー麺）、「星洲炒米粉」（カレー焼きビーフン）などが茶餐庁とよばれる軽食堂や屋台などで食べられる。イギリスや日本からの輸入品も売られているが、冠益華記食品廠やスパイス専門店オリジナルのものなど、香港で調合したカレー粉も根強い人気を保っている。また、香港では植物油とカレー粉を配合した「油架喱」というペースト調味料も作られており、ガラス瓶で売られている。香港のカレー粉は近隣のマカオなどでも購入できる。